# Мёттинген
Мёттинген (нем. Möttingen) — община в Германии, в земле Бавария. 
Подчиняется административному округу Швабия. Входит в состав района Донау-Рис.  Население составляет 2463 человека (на 31 декабря 2010 года). Занимает площадь 31,83 км².